# Partida de la Raureda
La Partida de La Raureda és una partida de terra del terme de Reus a la comarca del (Baix Camp).
Situada al sud-est de la ciutat, entre la riera del Molinet, la del Pi de Bofarull o de la Quadra i el camí de Constantí, la travessa, de nord a sud, el barranc del Cementiri. La rodegen les partides de Rojals, el Burgaret, Plans de Quart i Bellissens. El creixement urbanístic de Reus la comença a ocupar. Hi ha alguna finca important, com la del Mas de Bofarull. En la seva part nord-oest s'hi ha situat la nova Fira de Reus.